# Równa (województwo łódzkie)
Równa – wieś w Polsce położona w województwie łódzkim, w powiecie sieradzkim, w gminie Błaszki założona u schyłku XIII w.
W latach 1975–1998 miejscowość administracyjnie należała do województwa sieradzkiego.
Wieś Równa leży w okolicy Błaszek.
Liczba mieszkańców wsi wynosi około 500 (stan z 1997).

## Części wsi
| SIMC    | Nazwa    | Rodzaj    |
| ------- | -------- | --------- |
| 0698578 | Laski    | część wsi |
| 0698584 | Łężek    | część wsi |
| 0698590 | Mierzony | część wsi |
| 0698609 | Nowiny   | część wsi |
| 0698615 | Rubice   | część wsi |

## Historia
U schyłku XVI wieku należała do rodu Górskich później Rowieńskich i Zakrzewskich. Na przełomie XVII i XVIII wieku była własnością Stanisława Sulmowskiego. W roku 1705 majątek trafił w ręce Jana Baranowskiego. Ten, żonie swej Barbarze Sulmowskiej, córce Tomasza, zapisał w 1724 r. sumę 2000 zł. Nie żył już w roku 1735. Jego córka Teresa, była żoną Wawrzyńca Widłaka, syn - ks. Wojciech, był kanonikiem łaskim w 1735 r. a w 1743 r. proboszczem buczkowskim. W połowie XVIII w. majątek powrócił do Rowieńskich. Właścicielem ok. roku 1730 był Jan Rowieński potem Szymon Koszutski. Od Szymona Koszutskiego i żony jego Katarzyny Kamieńskiej kupił w 1743 r. części wsi Równa i Zakrzewo Franciszek Milewski. On i jego żona Anna Rowińska z pewnością już nie żyli w r. 1765, kiedy zapadł we wsi Równa dekret działowy między ich potomstwem, tj. synem Janem, działającym też w imieniu sióstr Franciszki i Antoniny a synami Karolem i Ignacym. Dobra w końcu trafiły do rąk Jana. Rok później Jan Milewski, dziedzic Równej, Zakrzewa, Mierziony(?), Sykuły, Czerników i Rubic w r. 1769 sprzedał te wsie za 96 000 złp. Prosperowi Stamirowskiemu, podczaszycowi bracławskiemu. Na przełomie XVIII i XIX w. Równa należała do rodziny Czyżowskich. Dwór, który obecnie można oglądać powstał prawdopodobnie w drugiej połowie XIX wieku (nie wiadomo, z czyjej inicjatywy został wzniesiony), obecnie został wykupiony i wyremontowany.
W tej wsi w dniu 23 sierpnia 1863 r. doszło do potyczki powstańczego oddziału, którym dowodził Bąkowski ze ścigającym go wojskiem płk. Bołdyrewa. Zginęło 5 powstańców, wśród nich: Astakerses Pągowski, lat 23 – student Szkoły Głównej w Warszawie, Maciej Praszczyński – dzierżawca dóbr rządowych Cienia Wielka w gm. Błaszki i 22-letni nieznany żołnierz. Nie ma grobu poległych.

## Zabytki
Według rejestru zabytków Narodowego Instytutu Dziedzictwa na listę zabytków wpisany jest obiekt:
- park dworski, nr rej.: 368/A z 31.12.1990 i z 30.12.1997